# Kwasy karboksylowe

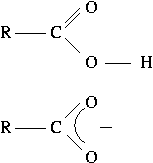
Kwas karboksylowy w formie obojętnej i zdysocjowanej. R – dowolna grupa organiczna

Kwasy karboksylowe – grupa organicznych związków chemicznych zawierająca grupę karboksylową.
Atom wodoru w grupie karboksylowej może się łatwo odszczepiać w formie jonu wodorowego, co zgodnie z teorią Arrheniusa nadaje tym związkom charakter kwasowy:
RCOOH + H
2O  ⇄  RCOO−
 + H
3O+

Kwasy karboksylowe tworzą chętnie wiązania wodorowe z grupą aminową, hydroksylową i innymi.
Kwasy karboksylowe z krótkimi grupami alkilowymi są dobrze rozpuszczającymi się w wodzie cieczami o ostrym, nieprzyjemnym zapachu i toksycznych właściwościach. Wraz ze wzrostem długości grupy alkilowej wzrasta temperatura topnienia tych kwasów (prawidłowość tę widać dla kwasów wyższych niż kwas heksanowy). Kwasy karboksylowe zawierające poniżej 10 atomów węgla są cieczami w temperaturze pokojowej, a zawierające 10 lub więcej atomów węgla, ciałami stałymi. Kwasy monokarboksylowe zawierające 4–28 atomów węgla o prostym łańcuchu noszą nazwę kwasów tłuszczowych (czasem pojęcie kwasów tłuszczowych rozszerza się na wszystkie alifatyczne niecykliczne kwasy karboksylowe).

## Otrzymywanie
Kwasy karboksylowe otrzymuje się zwykle w reakcjach utleniania odpowiednich alkoholi lub aldehydów:

etanol → aldehyd octowy → kwas octowy

Dogodnymi metodami otrzymywania kwasów karboksylowych są również hydroliza nitryli i dekarboksylacja kwasów dikarboksylowych.

## Charakterystyczne reakcje
Kwasy karboksylowe ulegają takim samym reakcjom jak zwykłe kwasy nieorganiczne. Tworzą one sole z zasadami nieorganicznymi i organicznymi. Reagują również z alkoholami tworząc estry. Estry kwasów tłuszczowych z gliceryną nazywane są tłuszczami.

### Tworzenie chlorków kwasowych
W wyniku reakcji z trichlorkiem fosforu (PCl3) lub chlorkiem tionylu (SOCl2) przechodzą w chlorki kwasowe:

kwas octowy + trichlorek fosforu → chlorek octowy + kwas fosforawy

### Odwadnianie
Inną charakterystyczną reakcją dla kwasów karboksylowych jest reakcja odwadniania, w wyniku której powstaje bezwodnik kwasowy:

kwas octowy → bezwodnik octowy + woda

### Redukcja do alkoholi
Pod wpływem tetrahydroglinianu litu kwasy karboksylowe redukują się do odpowiednich alkoholi. W pierwszym etapie tej reakcji tworzy się kompleksowa sól kwasu karboksylowego:

tworzenie się soli kompleksowej

W dalszych etapach następują kolejne przeniesienia anionów wodorkowych od glinu do atomu węgla grupy karboksylowej, przy czym anion karboksylanowy redukuje się najpierw do aldehydu, a następnie do alkoholanu:

II etap syntezy alkoholi

Otrzymany alkoholan poddaje się następnie hydrolizie w celu wydzielenia wolnego alkoholu:

III etap syntezy alkoholi

## Ważniejsze kwasy karboksylowe

### Kwasy monokarboksylowe
- kwas mrówkowy
- kwas octowy
- kwas propionowy
- kwas masłowy
- kwas walerianowy
- kwas pelargonowy CH3(CH2)7COOH.

Aromatyczne
- kwas benzoesowy

Aromatyczne z innymi grupami funkcyjnymi, np. hydroksykwasy
- kwas nikotynowy
- kwas salicylowy

### Kwasy dikarboksylowe
- kwas szczawiowy
- kwas malonowy
- kwas bursztynowy

Aromatyczne
- kwas ftalowy
- kwas izoftalowy
- kwas tereftalowy

Z innymi grupami funkcyjnymi
- kwas jabłkowy
- kwas winowy

### Inne kwasy karboksylowe
Trikarboksylowe z innymi grupami funkcyjnymi
- kwas cytrynowy